# Campionato asiatico maschile di pallamano 1993
Il Campionato asiatico maschile di pallamano 1993 è stata l'ottava edizione del torneo organizzato dalla Asian Handball Federation e rivolto a nazionali asiatiche di pallamano maschile. Il torneo si è svolto dal 24 settembre al 5 ottobre 1993 in Bahrein, ospitato nella città di Manama.
Il torneo ha visto l'affermazione della nazionale della Corea del Sud per la quinta volta nella sua storia.

## Squadre partecipanti
- Cina
- Arabia Saudita
- Bahrein
- Cina Taipei
- India
- Qatar
- Corea del Sud
- Emirati Arabi Uniti
- Kazakistan
- Kuwait
- Giappone
- Iran

## Podio
| Pos. | Squadra       |
| ---- | ------------- |
| 1°   | Corea del Sud |
| 2°   | Kuwait        |
| 3°   | Giappone      |